# Maasbracht

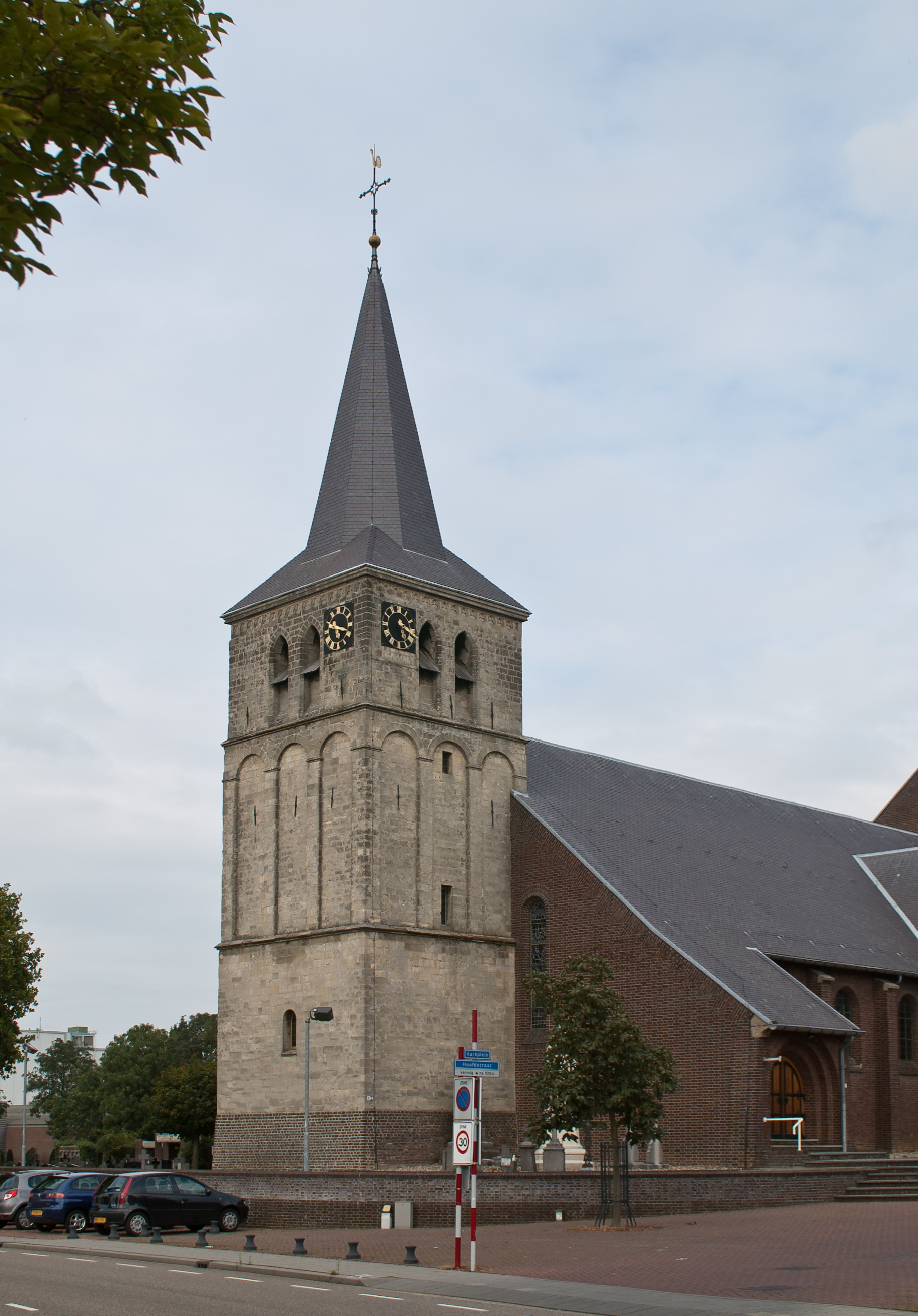
St. Gertrudis mit dem aus Mergelstein errichteten Kirchturm des 14. Jahrhunderts

Maasbracht (anhörenⓘ) ist eine Ortschaft mit 7025 Einwohnern in der niederländischen Provinz Limburg und zugleich die Bezeichnung einer früheren Gemeinde.

## Geschichte

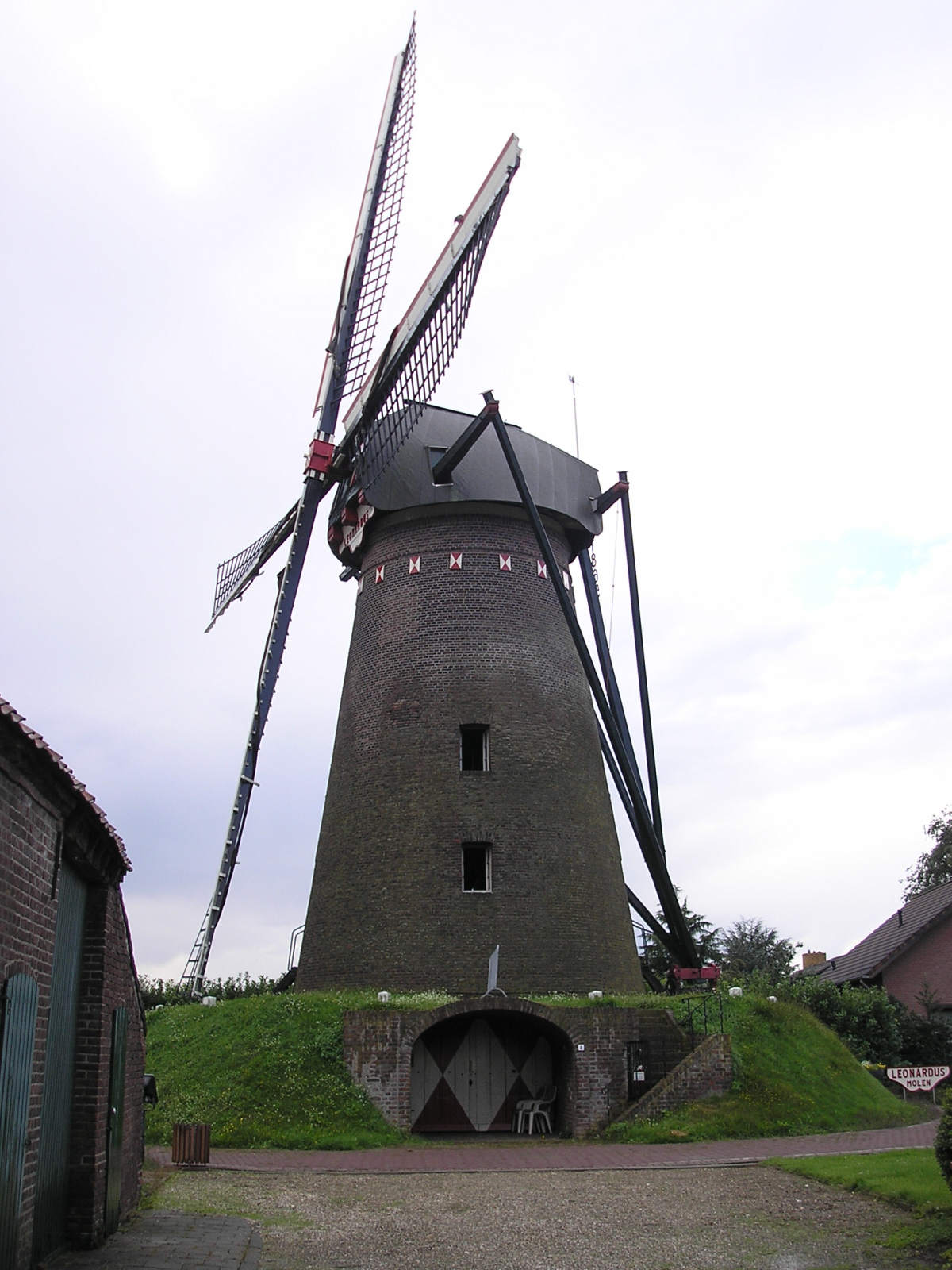
Die Leonardus-Mühle in Maasbracht

Archäologische Funde belegen, dass in Maasbracht bereits in prähistorischer Zeit Fischer ansässig waren. In einer Urkunde Arnulfs von Kärnten erscheint Maasbracht 888 als „Warachte“, als der König dem Marienstift zu Aachen den dortigen Besitz bestätigte. Er berief sich dabei auf eine Urkunde Kaiser Lothars II., die aber verschollen ist.
Mit dem Bau des Julianakanals in den 1920er Jahren entwickelte sich Maasbracht zu einem der größten Binnenhäfen der Niederlande, hauptsächliches Frachtgut war Steinkohle aus den nahegelegenen südlimburgischen Zechen um Heerlen. Nach Schließung dieser Zechen ist der Frachtumschlag im Maasbrachter Hafen ab ungefähr 1970 erheblich zurückgegangen.
Vom Mai 1940 bis Januar 1945 war Maasbracht von Soldaten der Wehrmacht besetzt. Am 23. Januar befreiten britische Soldaten während der Operation Blackcock Maasbracht.
Die frühere Gemeinde Maasbracht wurde zum 1. Januar 2007 mit den Gemeinden Heel (mit den Ortschaften Heel, Beegden, Panheel und Wessem) und Thorn zur Gemeinde Maasgouw verschmolzen. Die ehemalige Gemeinde Maasbracht hatte am 31. Dezember 2006 13.587 Einwohner. Ihre Fläche betrug 25,98 km². In der Gemeinde lagen folgende Orte: Brachterbeek, Laak, Linne, Maasbracht, Ohé en Laak und Stevensweert.

## Lage, Wirtschaft und Sehenswürdigkeiten

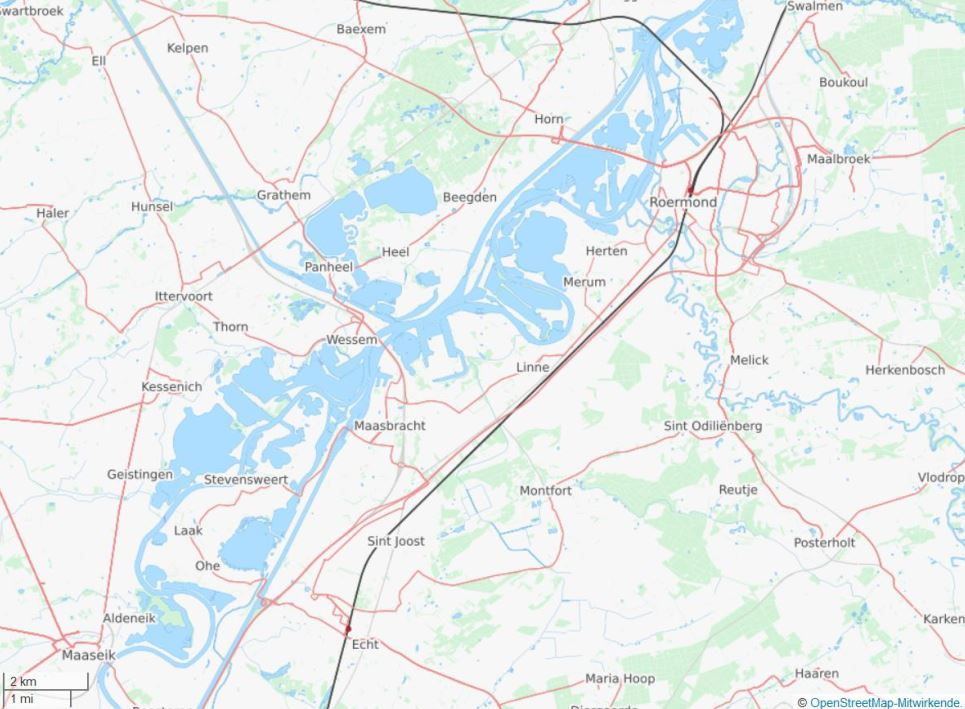
Maasbracht aan de Maas und die Maasplassen

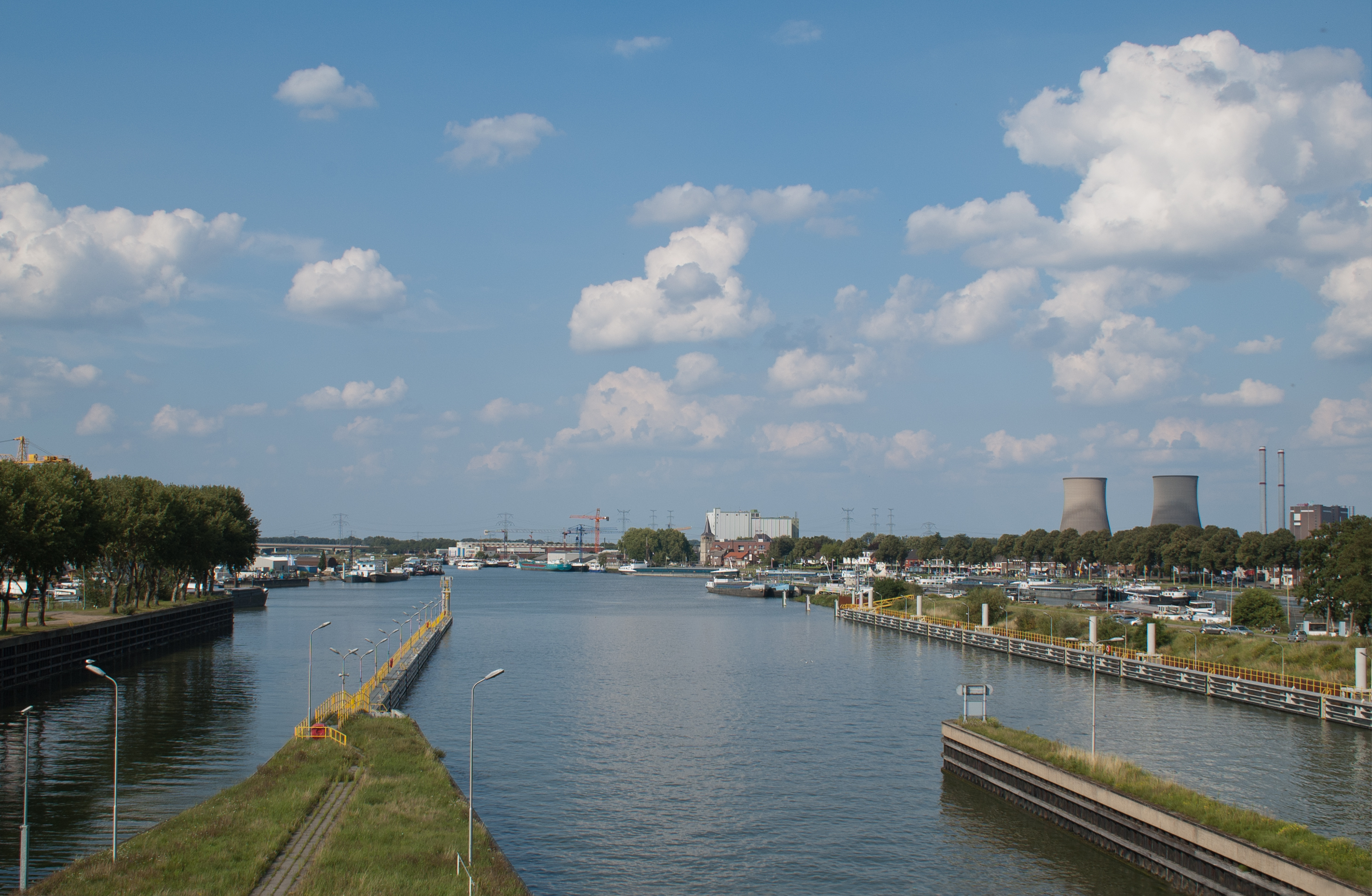
Blick von der Schleuse Maasbracht über einen Teil des Hafens und des Ortes, im Hintergrund das im Ortsbild stets präsente Kraftwerk

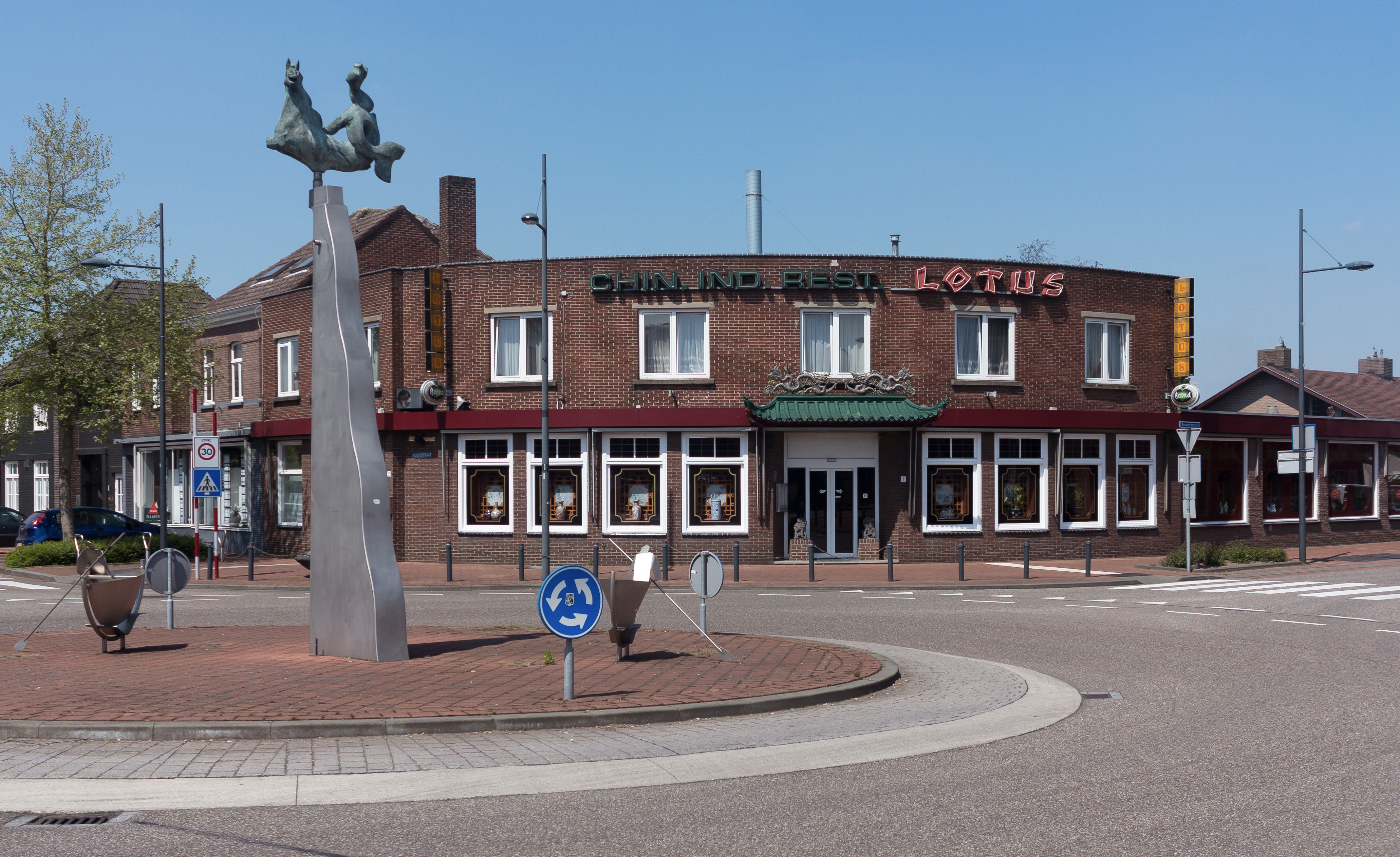
Skulptur und Restaurant beim Kreisverkehr

Der Ort Maasbracht liegt in der Mitte der Provinz Limburg zwischen Weert, der belgisch-niederländischen Grenze und Echt-Susteren unmittelbar an der Maas. Die Autobahn A2 von der belgisch-niederländischen Grenze in Eijsden bei Maastricht nach Amsterdam über Eindhoven überquert bei Maasbracht die Maas, im rechts der Maas gelegenen Autobahnkreuz Het Vonderen zweigt von der A2 die Autobahn A73 nach Nijmegen über Roermond ab.
Der von Maastricht aus kommende Julianakanal als Seitenkanal zur Maas endet flussabwärts gesehen in Maasbracht, kurz vor dem Kanalende am Rande des Hafengeländes befindet sich die Drei-Kammer-Schleuse Maasbracht. Die Maasbrachter Schleuse verfügt mit 11,85 Metern über die größte Fallhöhe aller Schleusen in den Niederlanden. Ferner beginnt in der Nähe Maasbrachts der Kanal Wessem–Niederweert (Schleuse Panheel). Über zwei weitere Schleusenanlagen östlich von Heel kann entweder die Maas über den Durchstich eines Maasbogens in Richtung Roermond unmittelbar oder der an Roermond vorbeiführende und wieder in die Maas mündende, aber eine Schleusung einsparende, Lateraalkanal Linne-Buggenum, eines weiteren Seitenkanals zur Maas, befahren werden.
Es gibt in Maasbracht ein Internat für Kinder von Binnenschiffern sowie ein Museum zur Geschichte der Binnenschifffahrt. Im Hafen kann der alte Segel-Lastkahn „Nooit Volmaakt“ besichtigt werden. Sehenswert ist ferner der im 14. Jahrhundert aus Mergel ausgeführte Kirchturm der St. Getrudiskerk unmittelbar am Hafen sowie die Leonardusmühle, eine Turmwindmühle.

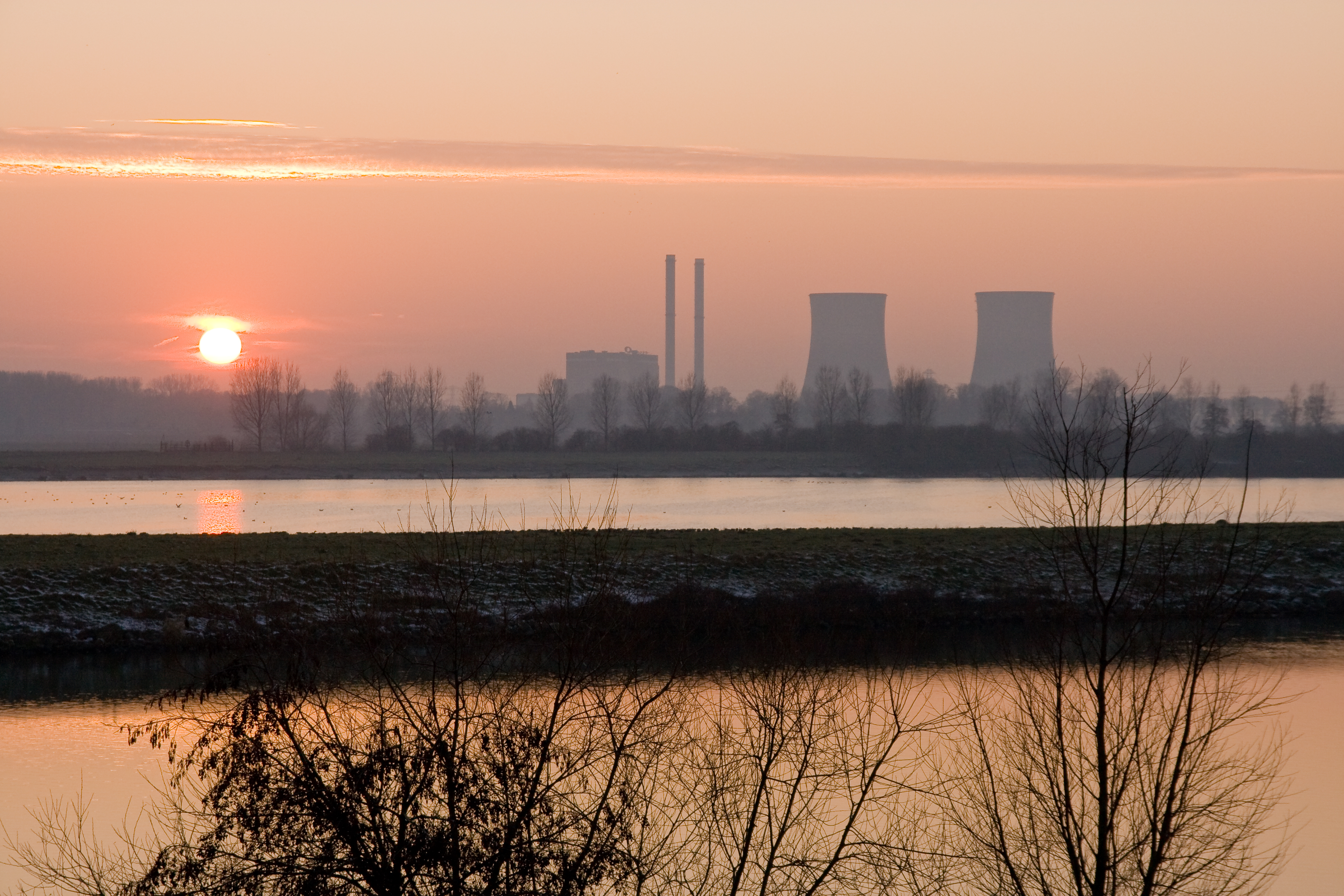
Sonnenaufgang über der Clauscentrale

Das weithin sichtbare Kraftwerk Clauscentrale wird mit Erd- und Biogas von dem Energieversorger Essent betrieben und kann kurzfristig nach Bedarf bis zu acht Prozent des niederländischen Stroms produzieren.
Die beiden Kraftwerksblöcke wurden 1977 bzw. 1978 in Betrieb genommen und 1993/1994 zu sogenannten Start-Stop-Einheiten umgerüstet.
Durch die Gewinnung von Kies aus Gruben entlang der Maas entstanden zahlreiche, zumeist mit der Maas verbundene, Seen, die Maasplassen. Diese dienen heute in erster Linie dem Wassersporttourismus.
Viele Menschen in der ehemaligen Gemeinde leben vom Obstanbau oder pendeln in die umliegenden Städte zur Arbeit.

## Politik

### Sitzverteilung im Gemeinderat
Bis zur Auflösung der Gemeinde ergab sich seit 1982 folgende Sitzverteilung:
| Partei                | Sitze | Sitze | Sitze  | Sitze | Sitze | Sitze |
| Partei                | 1982  | 1986  | 1990 a | 1994  | 1998  | 2002  |
| --------------------- | ----- | ----- | ------ | ----- | ----- | ----- |
| CDA                   | 5     | 7     | 5      | 4     | 3     | 6     |
| Democraten Maasbracht | —     | —     | —      | 2     | 2     | 3     |
| Maasfractie           | —     | —     | 3      | 3     | 3     | 2     |
| VVD                   | 2     | 2     | —      | 1     | 1     | 2     |
| Kernenbelangen        | —     | —     | 2      | 1     | 2     | 2     |
| PvdA                  | 2     | 2     | 1      | 1     | 1     | 2     |
| Lijst Prejean b       | —     | —     | —      | —     | 1     | —     |
| Lijst Graus c         | —     | —     | 1      | 1     | 1     | —     |
| Maaseiland b          | —     | —     | 2      | 2     | 1     | —     |
| Maasland Combinatie   | —     | —     | 1      | —     | —     | —     |
| Lijst Smeets          | 1     | 2     | —      | —     | —     | —     |
| Lijst Noldes d        | 3     | 0     | —      | —     | —     | —     |
| Lijst-Streng          | 0     | —     | —      | —     | —     | —     |
| Gesamt                | 13    | 13    | 15     | 15    | 15    | 15    |

## Städtepartnerschaft
- Zons, Deutschland

## Persönlichkeiten
- Viktoria Hedwig Karoline von Anhalt-Bernburg-Schaumburg-Hoym (1749–1841), im Ortsteil Stevensweert geborene Marquise de Favras
- Mark van Bommel (* 1977), Fußballspieler